# Professional Gamers League
AMD Professional Gamers League (PGL) — профессиональная киберспортивная лига, основанная в 1997 году. Считается одной из первых профессиональных лиг электронного спорта.
PGL была запущена Total Entertainment Network и спонсирована AMD. Первый профессиональный турнир, который провела организация, был турнир по StarCraft проведённый в сентябре 1997 года. Лига была официально представлена на пресс-конференции в Кэндлстик-парк,Сан-Франциско 3 ноября 1997 года. Организация была проспонсирована Microsoft, NVidia, и Levi Strauss & Co. Организация собрала более 1,2 миллиона долларов спонсорских денег.
Около 1400 игроков приняли участие в первом турнире по Quake, который прошёл в онлайн формате. Первый финал PGL прошёл с 30 по 31 января 1998 года в Сиэтл, штат Вашингтон в аркадном павильоне Sega GameWorks. В этом соревновании было сыграно две игры: Command & Conquer: Red Alert и Quake. В обоих турнирах была игра один на один: Дэвид «DeepBlue» Магро выиграл турнир Red Alert, а Дэннис «Thresh» Фонг выиграл турнир Quake. Оба игрока выиграли 7500 долларов и новые компьютеры AMD.
В третьем сезоне состоялся первый в истории чемпионат мира по StarCraft, где с 14 августа по 6 сентября 1998 года онлайн соревновались 128 игроков со всего мира. Последние 8 участников играли вживую в Сан-Франциско, Калифорния. Джей "Gadianton" Северсон занял первое место, ни разу не проиграв в Double Elimination сетке, и выиграл 8500 долларов вместе с новым компьютером AMD.
В 2000 году Gamers.com приобрел PGL у Pogo.com, после того, как PGL не был активен в течение года.
В данный момент организация упразднена.